# La Ligue des justiciers : Échec
Pour plus de détails, voir Fiche technique et Distribution.
La Ligue des justiciers : Échec (Justice League: Doom) est un film d'animation américain réalisé par Lauren Montgomery, sorti directement en vidéo en 2012, 13e film de la collection DC Universe Animated Original Movies.
Le film est une adaptation de l'arc narratif JLA: Tower of Babel (en) écrit par Mark Waid et publié en 2000 par DC Comics. Il est dédié au scénariste Dwayne McDuffie disparu en 2011.

## Synopsis
L'histoire commence quand le gang du Royal Flush tente de cambrioler une banque. La ligue arrive et à la suite d'une échauffourée, les met hors d'état de nuire. Chacun des membres rentre alors chez lui, y compris Batman. Or, une fois la Batmobile garée et que Batman soit monté au manoir, le Maître des Miroirs (Mirrors master en VO) sort du rétroviseur de la Batmobile et en profite pour pirater le bat-ordinateur, où Batman a stocké toutes les données relatives à la ligue, à savoir toutes les faiblesses et les points forts de ses coéquipiers. Dans le même temps, on apprend que Vandal Savage avait en fait tout planifié et qu'il en a profité pour convoquer chaque super-criminel, ennemi intime des membres de la ligue : Ma'alefa'ak pour Martian Manhunter, Bane pour Batman, Cheetah pour Wonder Woman, Metallo pour Superman, le Maître des Miroirs pour Flash et Star Sapphire pour Green Lantern. Ainsi, les membres de la ligue se retrouvent menacés par leurs ennemis jurés, baptisés la légion du destin par Vandal Savage. Batman, aidé par un nouveau venu, Cyborg, va alors tout tenter pour déjouer les pièges tendus par la légion du destin alors que c'est lui-même qui l'a créée.

## Fiche technique
- Titre original : Justice League: Doom
- Titre français : La Ligue des justiciers : Échec
- Réalisation : Lauren Montgomery
- Scénario : Dwayne McDuffie, d'après les comics de Mark Waid, et les personnages de DC Comics
- Musique : Christopher Drake
- Direction artistique du doublage original : Andrea Romano
- Son : Robert Hargreaves, John Hegedes, Mark Keatts
- Montage : Christopher D. Lozinski
- Animation : Hiroaki Noguchi, Koichi Suenaga, Miyako Takasu, Yoichi Takata, Yûichirô Yano
- Production : Lauren Montgomery
  - Coproduction : Alan Burnett
  - Production déléguée : Sam Register et Bruce Timm
- Sociétés de production : Warner Bros. Animation et DC Entertainment
- Société de distribution : Warner Premiere
- Pays de production :  États-Unis
- Langue originale : anglais
- Format : couleur — 1,78:1
- Genre : animation, super-héros
- Durée : 75 minutes
- Dates de sorties :
  - États-Unis : 28 février 2012
  - France : 4 juillet 2012
- Classification : PG-13 (interdit -13 ans) aux États-Unis

 Sauf indication contraire, les informations mentionnées dans cette section peuvent être confirmées par la base de données cinématographiques IMDb,  présente dans la section « Liens externes ».

## Distribution

### Voix originales
- Kevin Conroy : Batman
- Tim Daly : Superman
- Nathan Fillion : Green Lantern / Hal Jordan
- Michael Rosenbaum : Flash / Barry Allen
- Carl Lumbly : Martian Manhunter, Ma'alefa'ak
- Susan Eisenberg : Wonder Woman
- Bumper Robinson : Cyborg
- Carlos Alazraqui : Bane
- Claudia Black : Cheetah
- Paul Blackthorne : Metallo / Henry Ackerdson
- Olivia d'Abo : Star Sapphire / Carol Ferris
- Alexis Denisof : Le Maître des Miroirs
- Phil Morris : Vandal Savage
- Grey DeLisle : Lois Lane, La Reine
- David Kaufman : Jimmy Olsen
- Juliet Landau : Le Dix
- Jim Meskimen : Le Roi
- Robin Atkin Downes : Alfred Pennyworth, le Valet

### Voix françaises
- Adrien Antoine : Batman
- Emmanuel Jacomy : Superman
- Paul Borne : Green Lantern / Hal Jordan
- Christophe Lemoine : Flash / Barry Allen, Jimmy Olsen
- Philippe Peythieu : Martian Manhunter
- Delphine Braillon : Wonder Woman
- Jérôme Pauwels : Cyborg, Ma'alefa'ak, Le Maître des Miroirs, le Valet
- Thierry Murzeau : Bane
- Véronique Augereau : Cheetah, Lois Lane, La Reine
- Marc Perez : Metallo / Henry Ackerdson, Le Roi
- Kelvine Dumour : Star Sapphire / Carol Ferris, Le Dix
- Michel Vigné : Vandal Savage
- Jacques Ciron : Alfred Pennyworth

Société de doublage VF : Dubbing Brothers, adaptation VF : Michel Berdah, direction artistique VF : Céline Krief
 Source : voix originales et françaises sur Latourdesheros.com.